# The Serrano Legacy
The Serrano Legacy, también conocida como Familias Regnant, es una serie de libros de ciencia ficción militar/space opera de Elizabeth Moon. La serie retrata una sociedad en un futuro lejano donde las Familias Regnant sirven como órgano rector de un área de la galaxia. Los libros cuentan con protagonistas femeninas: hijas y tías, que siguen la historia de toda una familia, incluida una dinámica familiar única. Los libros «representan a mujeres en el ejército que tienen una mayor aptitud para el mando que los hombres militares en sus vidas». El universo de los libros también es étnicamente diverso.

## Descripción
Después de escribir varias novelas de fantasía, incluidas las de la serie Paksenarrion, Moon comenzó a escribir ciencia ficción, colaborando inicialmente con Anne McCaffrey y, finalmente, pasando a The Serrano Legacy. Un tema central de los libros es que, a través de la tecnología, las personas ricas pueden vivir mucho más tiempo. Las consecuencias de esto siguen siendo un tema central a lo largo de la serie. «La riqueza es clave para la identidad en los libros», señala Duncan Lawie.
Según Moon, en Locus:

Lo que estoy presionando es pensar en algo desde todos los lados. No respondas lo primero que salga. No tengo las respuestas; Tengo muchas preguntas. En mi antigua serie de aventuras de ciencia ficción 'El legado de Serrano', mucho tenía que ver con los efectos de la longevidad. ¿Qué pasaría realmente si tuviéramos rejuvenecimiento y la gente pudiera vivir mucho tiempo? ¿Qué le haría a la estructura social, a la economía, a la política? ¿Qué les haría a los vecinos del país que tuvieran esa capacidad?

## Recepción y análisis
George Mann considera la obra una space opera y señala también que el tiempo de Moon en el ejército otorga a los libros «un toque de realismo ... eso falta en mucha ficción militar escrita por autores que no han servido en las fuerzas armadas». Mann compara favorablemente la sensación de la serie con la ficción pulp más antigua, aunque señala que también cubre temas más serios.
De los primeros tres libros, Duncan Lawie dice que los protagonistas son «todos duros, inteligentes e interesantes y sus personajes impulsan los libros de una manera orgánica». Califica la caracterización de «hábil» y la historia como un paso de página, aunque esperaba más profundidad.
De la serie en su totalidad, Jo Walton dice que los libros «hacen muchas cosas bien», elogiando las aventuras, los aspectos militares y el trasfondo. Más tarde dice que la gran cantidad de puntos de vista «tiende a hacer que el enfoque sea difuso», y finalmente concluye que los libros son «divertidos». John Clute escribió que la serie «fue quizás un poco decepcionante, aunque entretenida». Maura Heaphy la llama «una ópera espacial elegante e imaginativa del futuro lejano».
La protagonista de la primera trilogía, Heris Serrano, también ha sido destacada por su mediana edad, a diferencia de protagonistas jóvenes de muchas obras similares. En una reseña positiva del primer ómnibus, Liz Bourke encontró la variada representación de mujeres mayores «francamente refrescante».

## Libros
La serie consta de siete novelas, todas publicadas por Baen. Estos libros también se han reunido en ómnibus.
- Trilogía de Heris Serrano

1. Hunting Party (julio de 1993)
2. Sporting Chance (septiembre de 1994)
3. Winning Colors (agosto de 1995)

- Duología de Esmay Suiza

1. Once a Hero (Tapa dura ISBN 0-671-87769-0, marzo de 1997)
2. Rules of Engagement (Tapa dura ISBN 0-671-57777-8, diciembre de 1998)

- Duología de Suiza y Serrano

1. Change of Command (Tapa dura ISBN 0-671-57840-5, diciembre de 1999)
2. Against the Odds (Tapa dura ISBN 0-671-31961-2, diciembre de 2000)

### Ómnibus
- Heris Serrano, 2002 (Estados Unidos)
  - Recolecta Hunting Party, Sporting Chance y Winning Colors.
- The Serrano Legacy: Omnibus One, 2006 (Reino Unido)
  - También recopila Hunting Party, Sporting Chance y Winning Colors.
- The Serrano Connection: Omnibus Two, 2007
- The Serrano Succession, 200 (Reino Unido), 2009 (EE. UU.)